# Diskografie Lykke Li
Toto je seznam vydané diskografie švédské zpěvačky Lykke Li.

## Studiová alba
| Název                                                                                   | Detaily o albu                                         | Umístění v hitparádách | Umístění v hitparádách | Umístění v hitparádách | Umístění v hitparádách | Umístění v hitparádách | Umístění v hitparádách | Umístění v hitparádách | Umístění v hitparádách | Umístění v hitparádách | Umístění v hitparádách | Prodeje                   | Certifikace |
| Název                                                                                   | Detaily o albu                                         | SWE                    | AUT                    | BEL (Fl)               | FRA                    | GER                    | IRL                    | NLD                    | SWI                    | UK                     | US                     | Prodeje                   | Certifikace |
| --------------------------------------------------------------------------------------- | ------------------------------------------------------ | ---------------------- | ---------------------- | ---------------------- | ---------------------- | ---------------------- | ---------------------- | ---------------------- | ---------------------- | ---------------------- | ---------------------- | ------------------------- | ----------- |
| Youth Novels                                                                            | - Vydáno: 30. ledna 2008 - Vydavatelství: LL           | 3                      | —                      | 56                     | 143                    | —                      | 75                     | 75                     | —                      | 112                    | —                      | - US: 106,000             |             |
| Wounded Rhymes                                                                          | - Vydáno: 25. února 2011 - Vydavatelství: LL, Atlantic | 2                      | 53                     | 53                     | 73                     | 42                     | 16                     | 47                     | 38                     | 37                     | 36                     | - UK: 26,391 - US: 97,000 | - GLF: Gold |
| I Never Learn                                                                           | - Vydáno: 6. května 2014 - Vydavatelství: LL, Atlantic | 2                      | 50                     | 54                     | 60                     | 43                     | 17                     | 60                     | 25                     | 33                     | 29                     |                           |             |
| So Sad So Sexy                                                                          | - Vydáno: 8. června 2018 - Vydavatelství: RCA          | 10                     | —                      | 55                     | —                      | 78                     | 53                     | 89                     | 27                     | 73                     | 173                    |                           |             |
| Eyeye                                                                                   | - Vydáno: 20. května 2022 - Vydavatelství: PIAS        | —                      | —                      | —                      | —                      | —                      | —                      | —                      | —                      | —                      | —                      |                           |             |
| "—" značí, že se nahrávka neumístila v hitparádách nebo v tomto území ani nebyla vydána |                                                        |                        |                        |                        |                        |                        |                        |                        |                        |                        |                        |                           |             |

## Extended play
| Název                        | Detaily o EP                                          |
| ---------------------------- | ----------------------------------------------------- |
| Little Bit                   | - Vydáno: 24. září 2007 (SWE) - Vydavatelství: LL     |
| iTunes Festival: London 2008 | - Vydáno: 24. července 2008 (USA) - Vydavatelství: LL |
| iTunes Session               | - Vydáno: 29. srpna 2011 (SWE) - Vydavatelství: LL    |
| Still Sad Still Sexy         | - Vydáno: 26. července 2019 - Vydavatelství: RCA      |

## Singly

### Jako hlavní umělkyně
| Název                                                                                   | Rok  | Umístění v hitparádách | Umístění v hitparádách | Umístění v hitparádách | Umístění v hitparádách | Umístění v hitparádách | Umístění v hitparádách | Umístění v hitparádách | Umístění v hitparádách | Umístění v hitparádách | Umístění v hitparádách | Certifikace | Album                     |
| Název                                                                                   | Rok  | SWE                    | AUT                    | BEL (Fl)               | DEN                    | FRA                    | GER                    | IRL                    | NLD                    | SWI                    | UK                     | Certifikace | Album                     |
| --------------------------------------------------------------------------------------- | ---- | ---------------------- | ---------------------- | ---------------------- | ---------------------- | ---------------------- | ---------------------- | ---------------------- | ---------------------- | ---------------------- | ---------------------- | --- | ------------------------- |
| "Little Bit"                                                                            | 2007 | 20                     | —                      | —                      | —                      | —                      | —                      | —                      | —                      | —                      | —                      | - RIAA: Gold | Little Bit / Youth Novels |
| "I'm Good, I'm Gone"                                                                    | 2008 | 58                     | —                      | —                      | —                      | —                      | —                      | —                      | —                      | —                      | 152                    | | Youth Novels              |
| "Tonight"                                                                               | 2008 | —                      | —                      | —                      | —                      | —                      | —                      | —                      | —                      | —                      | —                      | | Youth Novels              |
| "Breaking It Up"                                                                        | 2008 | —                      | —                      | —                      | —                      | —                      | —                      | —                      | —                      | —                      | —                      | | Youth Novels              |
| "Get Some"                                                                              | 2010 | —                      | —                      | —                      | —                      | —                      | —                      | —                      | —                      | —                      | —                      | | Wounded Rhymes            |
| "I Follow Rivers"                                                                       | 2011 | 44                     | 2                      | 1                      | 40                     | 4                      | 1                      | 2                      | 2                      | 2                      | —                      | - BEA: 2× Platinum - BPI: Platinum - BVMI: 5× Gold - IFPI DNK: Gold - IFPI SWI: 3× Platinum - SNEP: Diamond - RIAA: Platinum | Wounded Rhymes            |
| "Sadness Is a Blessing"                                                                 | 2011 | —                      | —                      | —                      | —                      | —                      | —                      | —                      | —                      | —                      | —                      | | Wounded Rhymes            |
| "Youth Knows No Pain"                                                                   | 2011 | —                      | —                      | —                      | —                      | —                      | —                      | —                      | —                      | —                      | —                      | | Wounded Rhymes            |
| "No Rest for the Wicked"                                                                | 2014 | —                      | —                      | —                      | —                      | 161                    | —                      | —                      | —                      | —                      | —                      | | I Never Learn             |
| "Gunshot"                                                                               | 2014 | —                      | —                      | —                      | —                      | 40                     | —                      | —                      | —                      | —                      | 126                    | |                           |
| "Never Gonna Love Again"                                                                | 2015 | —                      | —                      | —                      | —                      | —                      | —                      | —                      | —                      | —                      | —                      | |                           |
| "Deep End"                                                                              | 2018 | —                      | —                      | —                      | —                      | —                      | —                      | —                      | —                      | —                      | —                      | | So Sad So Sexy            |
| "Hard Rain"                                                                             | 2018 | —                      | —                      | —                      | —                      | —                      | —                      | —                      | —                      | —                      | —                      | | So Sad So Sexy            |
| "Sex Money Feelings Die"                                                                | 2018 | —                      | —                      | —                      | —                      | —                      | —                      | —                      | —                      | —                      | —                      | - BPI: Silver - RIAA: Platinum                                                                                               | So Sad So Sexy            |
| "Two Nights" (feat. Aminé)                                                              | 2018 | —                      | —                      | —                      | —                      | —                      | —                      | —                      | —                      | —                      | —                      | | So Sad So Sexy            |
| "Sex Money Feelings Die" (Remix) (feat. Lil Baby a snowsa)                              | 2019 | —                      | —                      | —                      | —                      | —                      | —                      | —                      | —                      | —                      | —                      | | Still Sad Still Sexy      |
| "Two Nights Part II" (Remix) (se Skrillex a Ty Dolla Sign)                              | 2019 | —                      | —                      | —                      | —                      | —                      | —                      | —                      | —                      | —                      | —                      | | Still Sad Still Sexy      |
| "Bron"                                                                                  | 2020 | 70                     | —                      | —                      | —                      | —                      | —                      | —                      | —                      | —                      | —                      | | Singl bez alb             |
| "No Hotel"                                                                              | 2022 | —                      | —                      | —                      | —                      | —                      | —                      | —                      | —                      | —                      | —                      | | Eyeye                     |
| "Highway to Your Heart"                                                                 | 2022 | —                      | —                      | —                      | —                      | —                      | —                      | —                      | —                      | —                      | —                      | | Eyeye                     |
| "Happy Hurts"                                                                           | 2022 | —                      | —                      | —                      | —                      | —                      | —                      | —                      | —                      | —                      | —                      | | Eyeye                     |
| "—" značí, že se nahrávka neumístila v hitparádách nebo v tomto území ani nebyla vydána |      |                        |                        |                        |                        |                        |                        |                        |                        |                        |                        | |                           |

### Jako vedlejší umělkyně
| "Gifted" (N.A.S.A. feat. Kanye West, Santigold & Lykke Li)                              | 2009 | — | — | —  | —  | — | —  |                          | The Spirit of Apollo |
| "I'm Waiting Here" (David Lynch feat. Lykke Li)                                         | 2013 | — | — | —  | —  | — | —  |                          | The Big Dream        |
| "Late Night Feelings" (Mark Ronson feat. Lykke Li)                                      | 2019 | — | — | 54 | 40 | — | 30 | - ARIA: Gold - BPI: Gold | Late Night Feelings  |
| "—" značí, že se nahrávka neumístila v hitparádách nebo v tomto území ani nebyla vydána |      |   |   |    |    |   |    |                          |                      |

## Další umístěné písně
| "Possibility"                                                                           | 2009 | 59 | — | 166 | 133 | — | - RIAA: Gold | Twilight sága: Nový měsíc |
| "Unchained Melody"                                                                      | 2017 | —  | — | 137 | —   | — |              | Singly bez alb            |
| "Time in a Bottle"                                                                      | 2018 | —  | — | —   | —   | — |              | Singly bez alb            |
| "—" značí, že se nahrávka neumístila v hitparádách nebo v tomto území ani nebyla vydána |      |    |   |     |     |   |              |                           |

## Spoluumělkyně
| Název                                        | Rok  | Další umělec                               | Album                                                            |
| -------------------------------------------- | ---- | ------------------------------------------ | ---------------------------------------------------------------- |
| "Until We Bleed"                             | 2008 | Kleerup                                    | Kleerup                                                          |
| "Knocked Up" (Lykke Li vs. Rodeo Remix)      | 2008 | Kings of Leon                              | "Use Somebody" — Single                                          |
| "Little Bit"                                 | 2009 | Drake                                      | So Far Gone                                                      |
| "Gifted"                                     | 2009 | N.A.S.A., Kanye West, Santigold            | The Spirit of Apollo                                             |
| "Miss It So Much"                            | 2009 | Röyksopp                                   | Junior                                                           |
| "Were You Ever Wanted"                       | 2009 | Röyksopp                                   | Junior                                                           |
| "Leaving You Behind"                         | 2009 | Amanda Blank                               | I Love You                                                       |
| "Possibility"                                | 2009 | —                                          | Twilight sága: Nový měsíc                                        |
| "A New Name to Go By"                        | 2012 | Deportees                                  | Islands & Shores                                                 |
| "Black Tin Box"                              | 2012 | Miike Snow                                 | Happy to You                                                     |
| "Come Near"                                  | 2012 | —                                          | Ingrid Volym 1                                                   |
| "Silver Springs"                             | 2012 | —                                          | Just Tell Me That You Want Me                                    |
| "I'm Waiting Here"                           | 2013 | David Lynch                                | The Big Dream                                                    |
| "Du är den ende"                             | 2014 | —                                          | "Du är den ende (Music from the Motion Picture "Tommy")" — Singl |
| "No One Ever Loved"                          | 2014 | —                                          | Hvězdy nám nepřály                                               |
| "The Troubles"                               | 2014 | U2                                         | Songs of Innocence                                               |
| "No Rest for the Wicked" (Robin Schulz Edit) | 2014 | Robin Schulz                               | Prayer                                                           |
| "Come Find Me"                               | 2015 | Emile Haynie, Romy Madley Croft (z The xx) | We Fall                                                          |
| "Never Let You Down"                         | 2015 | Woodkid                                    | Rezistence                                                       |
| "Wicked Game"                                | 2016 | —                                          | The Music of David Lynch                                         |
| "Late Night Prelude"                         | 2019 | Mark Ronson                                | Late Night Feelings                                              |
| "2 AM"                                       | 2019 | Mark Ronson                                | Late Night Feelings                                              |

## Videoklipy
| Název                                | Rok  | Režisér                               |
| ------------------------------------ | ---- | ------------------------------------- |
| "Little Bit"                         | 2008 | Mattias Montero                       |
| "I'm Good, I'm Gone"                 | 2008 | Mattias Montero                       |
| "Breaking It Up"                     | 2008 | Sarah Chatfield                       |
| "Tonight"                            | 2009 | Christian Haag                        |
| "Possibility"                        | 2010 | Marcus Palmqvist a Frode Fjerdingstad |
| "Get Some"                           | 2010 | Johan Söderberg                       |
| "I Follow Rivers"                    | 2011 | Tarik Saleh                           |
| "Sadness Is a Blessing"              | 2011 | Tarik Saleh                           |
| "I Never Learn"                      | 2014 | Tarik Saleh                           |
| "Love Me Like I'm Not Made of Stone" | 2014 | Tarik Saleh                           |
| "No Rest for the Wicked"             | 2014 | Tarik Saleh                           |
| "Gunshot"                            | 2014 | Fleur & Manu                          |
| "Never Gonna Love Again"             | 2015 | Philippe Tempelman                    |
| "Utopia"                             | 2018 | Clara Cullen                          |
| "Deep End"                           | 2018 | Anton Tammi                           |
| "Hard Rain"                          | 2018 | Anton Tammi                           |
| "Highway To Your Heart"              | 2022 | Theo Lindquist                        |
| "Happy Hurts"                        | 2022 | Theo Lindquist                        |
| "Over"                               | 2022 | Theo Lindquist                        |
| "Carousel"                           | 2022 | Theo Lindquist                        |
| "5D"                                 | 2022 | Theo Lindquist                        |
| "ü&i"                                | 2022 | Theo Lindquist                        |